# ألكسندر بوستامانتي
ألكسندر بوستامانتي (بالإنجليزية: Alexander Bustamante)‏‏ (24 فبراير 1884 في أبرشية هانوفر ‏ - 6 أغسطس 1977 في جامايكا) سياسي، وأخصائيو التغذية من جامايكا.

## الجوائز
- صليب الفارس الأعظم لنيشان الإمبراطورية البريطانية
- Order of the National Hero (Jamaica) [الإنجليزية]‏

## روابط خارجية
- ألكسندر بوستامانتي على موقع الموسوعة البريطانية (الإنجليزية)
- ألكسندر بوستامانتي على موقع مونزينجر (الألمانية)